# 翟威廉
翟威廉（William Chak，1985年3月29日—），曾用藝名翟鋒，曾在2005年參選亞洲先生並在亞洲電視出道，《2010年度香港先生選舉》冠軍。曾為香港無綫電視經理人合約男演員。

## 簡歷
翟威廉小時候居住於紅磡黃埔花園，曾就讀天主教伍華小學和天主教伍華中學。18歲時曾到日本留學，其間以搞笑藝人身分在東京賺取生活費，曾為「イケメン劇団」成員。
2005年，他回港參加前亞洲電視舉辦的亞洲先生競選贏得亞軍，隨即返回日本完成短期大學課程，之後返港加入亞視，主持節目和參演電視劇集。他曾就讀2008年N-atv藝員訓練班，2009年約滿後離開亞視，到韓國延世大學進修並考獲跆拳道黑帶。
2010年參加無綫電視舉辦的香港先生選舉，以大熱門身分成為八料冠軍。
其後，翟威廉成為TVB力捧新晉小生之一。近年在多部電視劇擔任主角之一，戲份吃重，並為無綫監製林志華的常用演員。
翟威廉近年轉戰網上直播，全家總動員投資購下工作室，發展KOL工作，在Big Big Channel或自己開設的平台直播。 他常於自家社交平台「Happy Live」邀請嘉賓現場唱歌，更親自創作歌曲。
2024年離開無綫電視。

## 感情生活
翟威廉曾與無綫女艺人陳庭欣交往5年後分手，翟在訪問中承認關係結束，但稱與陳變成「best friend」。女方以「看不到二人有將來」回應緋聞作結。

## 演出作品

### 電視劇（亞洲電視）
| 首播   | 劇名           | 角色       | 性質       |
| 2005年 | 喜有此理       | 程光輝     | 男配角     |
| 2006年 | 香港奇案實錄   | 伍展華     | 男配角     |
| 2006年 | 義無反顧       | 年輕葉仲賢 | 客串       |
| 2007年 | 激流青春       | 翟勝文     | 男主角     |
| 2007年 | 十六不搭喜趣來 | 鄧善恆     | 男配角     |
| 2008年 | 今日法庭       |            | 單元男主角 |

### 電視劇（無綫電視）
| 首播           | 劇名              | 角色                  |
| 2011年         | 誰家灶頭無煙火    | 醫生                  |
| 2011年         | 法證先鋒III       | Frankie               |
| 2012年         | 缺宅男女          | Randy                 |
| 2012年         | 4 In Love         | 劉宗霖                |
| 2012年         | 當旺爸爸          | 劉康華                |
| 2012年         | 拳王              | 郭子浩（黑豹）        |
| 2012年         | 耀舞長安          | 敖雪松                |
| 2012年         | 愛·回家 (第一輯)  | Alex舞伴              |
| 2012年         | 衝呀！瘦薪兵團    | 成家仁（Brian）       |
| 2012年         | 飛虎              | 張繼光                |
| 2012年         | 雷霆掃毒          | 威手下                |
| 2013年         | 戀愛季節          | 陳積（Jack）          |
| 2013年         | 女警愛作戰        | 游漫池（Delay哥）     |
| 2013年         | 好心作怪          | 莫澤得                |
| 2013年         | 衝上雲霄II        | 陸華特（Tucker）      |
| 2013年         | 神鎗狙擊          | 劉貴（Tiger）         |
| 2013年         | My盛Lady          | 俊男                  |
| 2014年         | 單戀雙城          | Jason                 |
| 2014年         | 叛逃              | 崔正浩                |
| 2014年         | 我們的天空        | 洪翼                  |
| 2014年         | 飛虎II            | 張繼光                |
| 2014年         | 老表，你好hea！   | 都敏俊                |
| 2014年         | 八卦神探          | 查淦萊（Roy）         |
| 2015年         | 四個女仔三個BAR   | 任雋逸                |
| 2015年         | 以和為貴          | 鍾國威                |
| 2015年         | 華麗轉身          | 畢地特（Buddy）       |
| 2015年         | 陪著你走          | 林宗偉（林Sir）       |
| 2015年         | 實習天使          | 巫志峰                |
| 2016年         | 完美叛侶          | 男主角                |
| 2016年         | 幕後玩家          | 吳仲得                |
| 2016年         | 愛·回家之八時入席 | 李醫生（第174-176集） |
| 2017年         | 味想天開          | 董英傑                |
| 2017年         | 7日羅曼史         | 陳小明                |
| 2017年         | 迷                | Lo Sir                |
| 2017年         | 我瞞結婚了        | 余家俊                |
| 2017年         | 全職沒女          | 周恭梓                |
| 2017年         | 踩過界            | 程立橋                |
| 2017年         | 誇世代            | 火嘴                  |
| 2018年         | 平安谷之詭谷傳說  | 陸水傑                |
| 2018年         | 翻生武林          | 閔大人                |
| 2018年         | 逆緣              | 陳查禮                |
| 2018年         | 跳躍生命線        | 康（Angus）           |
| 2018年至2024年 | 愛·回家之開心速遞 | 才俊（第289集）       |
| 2018年至2024年 | 愛·回家之開心速遞 | 馬晉安（第690集）     |
| 2018年至2024年 | 愛·回家之開心速遞 | Mean少（第1280集）    |
| 2019年         | 好日子            | 齊仟寶                |
| 2019年         | 街坊財爺          | 莫財                  |
| 2019年         | 牛下女高音        | 王子儒                |
| 2020年         | 那些我愛過的人    | 朱瀚輝                |
| 2021年         | 寶寶大過天        | 輝                    |
| 2021年         | 拳王              | 賀懷谷                |
| 2022年         | 鐵拳英雄          | 路向東（青年）        |
| 2022年         | 食腦喪Ｂ          | 崔英泰                |
| 2022年         | 雙生陌生人        | 利大渝                |
| 2022年         | 回歸              | 洪嘉成                |
| 2022年         | 童時愛上你        | 加藤先生              |
| 2022年         | 白色強人II        | 曾子朗                |
| 2022年         | 美麗戰場          | 雷哥                  |
| 2023年         | 法言人            | 葉智山（Pat）         |
| 2023年         | 妳不是她          | 張世輝                |
| 2024年         | 再見·枕邊人       | 周冠中                |
| 2024年         | 逆天奇案2         | 韓耀星                |
| 2024年         | 反黑英雄          | 律師                  |
| 2024年         | 異空感應          | 黎家明                |
| 未播映         | 非常檢控觀        |                       |
| 未播映         | 非份之罪          |                       |

### 電視劇（邵氏兄弟）
| 首播   | 劇名           | 角色   |
| 2022年 | 飛虎之壯志英雄 | 李宇邦 |
| 2025年 | 執法者們       | 光哥   |

### 主持節目（亞洲電視）
- 2006年－2007年：《第一手真相》（外景主持）
- 2007年－2008年：《有腦E班》
- 2008年：《高清打機王》
- 2008年：《識飲識食識鄉味》

### 電視節目（無綫電視）
- 2010年：《和味蘇》
- 2010年：《森海尋寶》
- 2011年：《無綫生活台》《爆趣奇人》
- 2011年：《無綫生活台》《廉遊韓國》
- 2012年：《嘯後瀛風》
- 2012年：《瘋狂歷史補習社》
- 2013年：《最瀛自由行》
- 2015年：《羊洋喜氣花車巡遊匯演》
- 2015年：《猩猩補習班》
- 2015年：《滾動四國》
- 2017年：《星級超常任務》（星級健康4之Go Green碳世界）
- 2017年：《玩轉香港日與夜》
- 2017年：《瘋狂夏水禮2017》
- 2017年：《最緊要好好玩 消暑版》
- 2017年：《終極街頭魔法王》
- 2017年：《馬家過聖誕》
- 2018年：《大玩特玩》
- 2018年：《#後生仔失驚無神賀中秋》
- 2018年：《一帶一路一狀元》
- 2022年：《答得快好世界》
- 2023年：《獎門人秋季感謝祭》
- 2023年：《歡樂滿東華2023》[6]

### 電影
- 2011年︰《Laughing Gor之潛罪犯》 飾 德Sir
- 2012年︰《我愛HK喜上加囍》
- 2013年︰《微電影 藍色奇蹟.Blue》飾 店長
- 2013年：《我愛HK恭喜發財》
- 2016年：《刑警兄弟》
- 2016年：《使徒行者》

### 平面廣告
- 2013年：韓國面膜 Mask House Celebrity面膜系列代言人

## 獎項

### 2005年亞洲先生競選
- 亞軍
- 全港SMS最受男性歡迎亞洲先生大獎

### 2010年香港先生選舉
- 2010年香港先生選舉冠軍
- 旅游大使獎
- 活力先生獎
- 魅力先生獎
- 粉絲關注大獎
- 型男活力獎
- 型男勁力大比拚冠軍
- 最具魅力香港先生
- 魅力才俊獎

## 外部連結
- 翟威廉的新浪微博
- William Chak 翟威廉的Facebook專頁
- 翟威廉的Instagram帳戶
- 翟威廉在香港影庫上的簡介